# Les Vitriers
Pour plus de détails, voir Fiche technique et Distribution.
Les Vitriers (Il piccolo vetraio) est un melodramma strappalacrime italien réalisé par Giorgio Capitani et sorti en 1955.

## Synopsis
Piero et Nino, fils de pêcheurs, sont confiés à un gentilhomme français qui recrute des jeunes hommes pour sa verrerie, où ils seront impitoyablement exploités. Nino tombe malade et meurt. Piero parvient à s'échapper et à retourner en Italie.

## Fiche technique
- Titre français : Les Vitriers
- Titre original italien : Il piccolo vetraio[1]
- Réalisation : Giorgio Capitani
- Scenario : Lucio Chiavarelli, Vincenzo Gamna (it), Giorgio Capitani, d'après le roman Il racconto del piccolo vetraio d'Olimpia de Gaspari
- Photographie :	Alfieri Canavero (de)
- Montage : Maria Rosada (it)
- Musique : Antonio Fusco
- Société de production : Filmex, Franca Film
- Société de distribution : Filmex (Italie)
- Pays de production :  Italie
- Langue originale : italien
- Format : Noir et blanc - Son mono
- Durée : 86 minutes
- Genre : Melodramma strappalacrime
- Dates de sortie :
  - Italie : 1955 (visa délivre le 12 novembre 1955)

## Distribution
- Georges Poujouly : Piero
- Massimo Serato : le baron de la Motte
- Antoine Balpêtré : Neroni
- Lianella Carell : la mère de Piero
- Luisella Boni : Gisella
- Luigi Tosi : le père de Piero
- Olga Solbelli : Josiane
- Paolo Petitti : Nino
- Davide Ferrando : Ciccio
- Franco Arsale : Bibi
- Alberto Archetti : Zaccaria
- Armando Francioli : Enrico